# Осипцов, Александр Николаевич (военный)
Александр Николаевич Осипцов (1922—2012) — советский военный, награждённый пятью орденами Красной Звезды, полковник медицинской службы.

## Биография
Родился 12 мая 1922 года в деревне Творожково Рославльского района Смоленской области в крестьянской семье. 
В восемь лет остался без отца, учился в школе, в июне 1941 года окончил Рославльскую фельдшерско-акушерскую школу и 11 июля был призван на службу в РККА. В должности командира санитарного взвода стрелкового батальона с января 1942 по апрель 1943 года воевал под Ржевом, был тяжело ранен. Принимал участи в Курской битве в составе 42-й стрелковой дивизии, оказывал помощь раненым танкистам в районе танкового сражения у села Яковлево. Затем освобождал Украину — Харьков и Прилуки, форсировал Днепр у Букринского плацдарма, участвовал в освобождении Киева. После очередного ранения и последующего выздоровления был направлен на должность старшего фельдшера 2-го танкового батальона 56-й гвардейской танковой бригады 3-й гвардейской танковой армии — освобождал Житомир, Проскуров, Шепетовку, Львов, участвовал в боях на Сандомирском плацдарме. В конце войны еще дважды был ранен, стал участником штурма Берлина и освобождения Праги.
После окончания войны Александр Осипцов продолжил военную службу. В 1958 году окончил Военно-медицинскую академию, служил начмедом танкового и зенитно-ракетного полка, вышел в отставку в звании полковника медицинской службы с должности начмеда Костромского военного госпиталя в 1975 году. Затем в течение 20 лет после увольнения со службы работал председателем медицинской комиссии Свердловского РВК города Костромы.
В 2009 году небольшим тиражом была выпущена книга Александра Николаевича Осипцова «Воспоминания фронтового военфельдшера».
Умер 12 января 2012 года в Костроме. Его сын и внук тоже стали военными.

## Награды
- Был награжден пятью орденами Красной Звезды и орденом  Отечественной войны 1-й степени, а также многими медалями, в числе которых «За боевые заслуги».